# Killickia pilosa
Killickia pilosa là một loài thực vật có hoa trong họ Hoa môi. Loài này được (Benth.) Bräuchler, Heubl & Doroszenko mô tả khoa học đầu tiên năm 2008.